# 이재선 추대 사건
이재선 역모 사건 또는 이재선 모역 사건, 이재선 쿠데타 사건은 조선 말기의 군사 쿠데타로, 쿠데타 기도 10일 전에 사전 적발되었다. 1881년 8월부터 9월 흥선대원군의 측근 안기영, 권정호, 이철구 등이 군사 쿠데타를 일으켜 고종과 명성황후를 폐위하고, 흥선대원군의 서장자 이재선을 추대하려 했다가 발각된 사건이다. 여기에는 남인의 당원들, 위정척사파들도 모의에 가담했다.
사건은 광주산성의 장교들이 의금부에 밀고했고, 이윤용 등은 직접 고종과 명성황후에게 찾아가 발고하면서 사건이 알려지게 되었다. 음력 8월 29일 안기영, 권정호, 이철구 외 30여 명에 체포되어 의금부에서 추국당한 후 처형당했다. 사건의 배후로 지목된 흥선대원군은 고종의 생부라는 이유로 처형되지 않았고, 이재선은 처형당했다. 당시 사건을 두고 흥선대원군의 배후조종 설이 있었다.
이재선은 의금부에 갇혔다가 제주도 제주목으로 유배된 뒤 사사되었다. 그러나 흥선대원군은 이를 계기로 이준용을 왕으로 옹립하기 위해 4차례의 쿠데타를 기도했다가 실패했다. 대원군은 이후에도 임오군란 당시 월급과 차별로 일어선 군인들을 이용하려 했고, 탐관오리 및 부패관료 척결을 요구하는 세력과 동학의 신앙의 자유를 요구하는 세력이 결집해서 일으킨 동학 농민군을 이용해서 정부 전복을 기도했다가 실패했다.
이재선 모역 사건에는 사실 이재선 자신보다 대원군이 더 깊이 연루되어 있었다는 소문이 당시에 파다했고,  이 옥사를 왕후 민씨가 꾸몄다고 말하는 자도 있지만, 안팎으로 운현, 흥선대원군이 화근이라는 얘기가 자자했다. 황현은 자신의 저서 매천야록에 시중에서 돌던 흥선대원군이 사주했다는 설과, 명성황후가 의도적으로 날조했던 사건이라는 설을 모두 전했다.

## 원인
은신군의 양자인 남연군 이구의 넷째 아들 흥선군 이하응은 자신의 본심을 숨긴채 시장에서 중인, 여항인들과 어울려다니거나 공짜 술을 구걸하거나, 일부러 김좌근, 김병기 등의 안동김씨 세도가문의 집에 출입하면서 구걸하거나 비굴한 모습을 보이는 등의 행동을 했다. 심의면 등은 흥선군을 가리켜 궁도령이라 조롱하였다.
그러는 한편으로 흥선군은 헌종, 철종 때에 헌종과 철종에게 자식이 없다는 점과, 이들이 병약하다는 점, 철종은 정치에 흥미를 잃고 술과 연회에 자주 빠졌다는 점에 주목하고, 효명세자빈이자 왕대비인 신정왕후 조씨에게 접근하였다. 그때까지 살아있던 순조비 순원왕후가 대왕대비로서 왕실의 정치를 다 주관하여 사실상 신정왕후는 아무런 권한이 없었고, 순원왕후는 왕실의 서열을 묵살하고 헌종과 철종을 모두 순조의 대통을 잇게 하여 그에게는 사실상 자녀가 없는 셈이 되었다.
흥선군은 신정왕후에게 자신의 아들 중 한명을 양자로 주겠다고 약속했고, 그 중 가장 어린아들을 선택했다. 야사에 의하면 만일의 사태를 대비해 흥선군의 2자가 아닌 정실 소생 제2자 라고 구체적으로 명시했다하며, 이는 김동인과 유주현의 창작 소설에도 그대로 인용되었다. 1863년 12월 철종이 갑작스러운 체력악화와 폐결핵으로 죽자, 조대비는 바로 철종의 후계자로 익종의 대통을 이은 흥선군의 제2자를 지목하여 고종이 즉위했다. 신정왕후는 명목상 수렴청정을 하다 얼마 뒤 흥선대원군에게 섭정직을 넘겼다.
민비에게서 태어난 항문이 없이 태어난 첫 아들이 시름시름 앓자 흥선대원군은 인삼을 달여서 먹이라 했는데, 그대로 아기는 죽고 말았고, 민비는 대원군이 첫 아들을 죽였다는 음모론을 믿게 되었다. 흥선대원군은 고종이 궁인 이씨에게서 얻은 아들 완화군 선을 깊이 총애했다.
민비는 개화파, 대원군의 서원 강제철폐에 반감을 품은 노론 유림 외에도 서원철폐에 저항하다가 뭉치게 된 영남 남인 유림까지 포섭하여 대원군 축출을 기획하고, 흥선대원군과 사이가 나빴던 대원군의 셋째 친형 흥인군까지 포섭하여 친정을 건의한다. 1873년 최익현의 대원군 탄핵상소가 연이어 올라오자, 유림들도 서원철폐로 대원군에게 앙심을 품다가 당파를 초월해 연대하여 친정을 청하는 상소를 계속 올렸다. 대원군파는 반박하며 최익현과 유림들을 탄핵했지만, 고종은 최익현과 일부 유림들을 유배보내는 선에서 그쳤다.
1874년(고종 11) 11월 운현궁에서 왕궁으로 출입하는 문들을 강제로 폐쇄했고, 흥선대원군이 탄 남여는 수시간을 기다렸지만 열리지 않았다. 이로서 대원군은 실각하게 되었다.

## 이재선을 추대한 이유
정확한 이유는 알려져 있지 않다. 당시 유력 왕족으로는 철종의 이복 형인 영평군 이경응 등도 생존해 있었지만 고령이었고, 미성년자이거나 청년인 인물로는 이재면, 이재선이 있었으며, 대원군의 손자 이준용은 만11세로 아직 관례를 올리지도 않았고, 결혼하지도 않았다.
황현에 따르면, 이재선이 다소 어리석은데다가, 머리가 나빠서 그를 추대, 선택했다는 설도 있다. 그에 따르면, 이재선은 '갑자년(1864) 이후 별군직에 있었지만 머리가 아둔하여 콩과 보리를 분간하지 못했다. 사람들은 그가 있다는 것을 알지 못하고, 다만 운현에게 서자가 있다는 것만 알았다.'는 것이다. 황현이 이재선과 어떤 은원관계가 있었는지, 사적인 감정이 있었는지는 알려져 있지 않다. 황현은 이재선에 대해 '본성이 융렬하다.'는 평도 남겼다.
이재선을 배후에서 조종한 것이 흥선대원군이라는 말도 있었다. 운현이 화근이라는 얘기가 자자했다는 것이다.
1881년 복합상소운동 당시 위정척사파가 쿠데타를 모의할 때 고종 대신 왕으로 추대할 수 있는 인물은 처지로 보거나 자질로 볼 때 재선보다 이재면이 적격이었다. 이재면은 명분상 정실부인이 낳은 적자였고 또 자질도 뛰어났다. 그러나 바로 그 때문에 이재면은 왕으로 추대될 수 없었다. 당시 위정척사파나 흥선대원군은 고종을 폐위한 후 허수아비 왕을 내세워 정치와 외교를 자신들이 주도하려고 했다. 그러려면 이재면보다 이재선이 적합한 인물이었다. 이재선은 서자였고 명분이 부족했지만 일단 흥선대원군의 아들이었다.

## 전개
양주군 시둔면 직동리(가능동에 흡수되어 가능동 직동부락)의 산장으로 은퇴한 흥선대원군은 분개했고, 흥선대원군은 걸어서 수락산을 지나 양주 시둔(후대의 의정부시)의 별장으로 왔다. 흥선대원군의 일부 측근들은 정변을 준비했다.
대원군이 물러나고 민씨 정권이 득세한 후, 개방과 개화가 어느덧 조선의 대세로 자리잡자 대원군을 실각시켰던 양반 사대부들은 예기치 않은 사태 전개에 크게 당황했다.
명성황후는 개화파와 서원철폐로 분노한 전국의 유림, 기호계열의 노론유림과 영남계열의 영남남인유림을 모두 포섭했다. 그러나 민씨 일파의 일부 및 노론북학파의 박지원의 후예인 박규수, 오경석과 일부 중인 여항계층의 권고로 서서히 개방, 개화를 추진해나갔고, 유림들은 다시 분노했다. 특히 경기지역의 근기 노론에 비해 충청도의 노론, 소론계 및 영남 남인의 경우는 불만이 심각하였다. 이러한 유림들은 기호 노론은 기호 노론대로, 영남 남인은 영남 남인대로 연대하지는 않았지만 같은 서양의 미신과 저열한 습속을 배격한다는 이유로, 조정에 반기를 들기 시작했다. 이들 유림들은 위정척사파로 발전했다. 당황함은 분노로 이어졌고, 개화를 중단할 것을 청하는 상소가 계속 올라왔지만 고종과 민씨 정권은 이를 묵살했다.
조·일수호조약 체결을 계기로 “바른 것은 지키고(衛正) 옳지 않은 것은 물리친다(斥邪)”는 위정척사(衛正斥邪) 운동이 다시 전국적으로 고개를 들었다.
1881년 봄에는 영남의 이만손,강진규 등이 중심이 된 1만여 명의 유생이 개화정책을 규탄하고 위정척사를 요구하는 이른바 ‘영남만인소’를 올리기도 했다. 이 같은 위정척사파의 행동에 대해 고종은 회유책을 쓰기도 했지만 결국 ‘영남만인소’를 주도한 이만손 등의 유생을 유배형에 처했다.
노론 내부에 박지원, 박제가 등 정조 무렵, 혹은 영조 때부터 청나라 베이징 등을 다녀온 무역상과 통역관 등을 통해 망원경, 지구본, 지도, 태엽기계 등을 접하게 되면서 노론 내부에는 서방의 학문을 배우자는 주장을 하는 북학파가 나타났다. 노론벽파나 노론시파, 벽파, 시파에도 관여하지 않고 원칙론을 내세워서 청류파를 자처한 노론청명당이 있었다. 노론 내 같은 당원이 친인척이라서 노골적으로 역적으로 몰리지는 않았지만 북학파는 노론 내에서 비주류, 극소수였고 이상한 사상을 가진 이들로 외면당했다.
박규수, 오경석 외에 청나라, 일본을 다녀온 통역관, 무역상, 승려 등을 통해 서구 문물이 유입되면서 고종의 개항 정책에 노론내 북학파가 적극 참여했다. 비주류 파벌이었지만 노론의 당원이었기에 노론 내에서는 일부 이탈파가 나타났지만, 개항정책에 반대하는 파벌이 있었다. 그러나 남인계열은 대다수가 개항에 반대했고, 천주교도가 아닌데도 불이익을 당한 것에 대해 영남남인계는 극도로 반감을 가졌다.
위정척사파는 다수의 영남남인 및 소수의 비경기권 노론 등이 연합해서 참여했다. 위정척사파는 점차 더욱 강경하게 대응했다. 1881년 가을로 접어들면서 팔도의 유생 수백 명이 한양으로 몰려들었다. 이들은 집단으로 대궐 앞으로 몰려가 한 달이 넘도록 복합상소운동(伏閤上疏運動)을 벌였다. 시간이 지날수록 시위의 양상은 과격해졌고 논조도 격렬해졌다.
위정척사를 요구하는 유생들은 개화파뿐 아니라 고종까지 심하다 싶을 정도로 거세게 비난했다. 예컨대 1881년 윤7월6일 강원도 유생 홍재학 등이 올린 상소문에는 고종이 어리석고 멍청하다는 성토까지 있었다.  이 상소문에서 홍재학 등은 노골적으로 고종을 배우지 못하고 무식한 왕이라고 비난했다. 고종이 배우지 못하고 무식해 개화정책을 주장하는 무리들에게 놀아난다고도 비난했다.
홍재학은 개화정책을 추진하는 고종이나 개화파는 절대 인정할 수 없다고 주장한 셈이었다. 신하가 왕을 인정하지 못하겠다면 그것은 곧 역모나 마찬가지였다.  고종은 윤7월8일에 홍재학을 체포해 조사한 후 범상부도(犯上不道)로 몰아 사형에 처했다.

### 위정척사파의 쿠데타 기도
위정척사파는 위정척사파 대로 이재선의 어리석음을 이용해 쿠데타를 감행하려고 했다. 민씨 정권의 개방정책에 반감을 품은 데다가, 민씨 정권 내부에서도 친인척 등용 등, 과거 안동김씨 세도정권, 풍양조씨 세도정권, 홍국영 세도기와 같은 현상이 나타났다. 위정척사파 역시  기회를 노리고 있었다. 위정척사파의 쿠데타 계획은 1880년 3월 제2차 수신사로 일본에 갔던 김홍집이 귀국하는 길에 가져온 황준헌의 <조선책략>을 계기로 본격화되었다. 러시아의 남하정책에 대항하기 위해 조선이 일본과 중국 그리고 미국과 연대해야 한다는 <조선책략>의 주장을 위정척사파는 수용할 수 없었다. 흥선대원군은 이러한 위정척사파의 움직임을 이용해 집권을 기도한다.
위정척사파는 위정척사파 나름대로 쿠데타를 계획하고 있었다. 개화에 반대 상소를 올린 유림 몇명 중 과격한 상소를 올린 인물들을 고종은 의금부 투옥 후 형문과 참수형, 사약형으로 대응했다. 남인유림 외에도 비경기권 노론유림들의 불만도 점차 강화되었다. 민씨정권 퇴진을 요구하는 위정척사파와 탄압으로 맞서는 고종·민씨정권이 첨예하게 대립하고 있을 즈음, 그동안 은둔하고 있던 대원군파도 움직였다.
복합상소운동이 추진되는 상황에서 위정척사파 중 일부 과격파는 고종을 폐위하려는 쿠데타를 모의했다. 최초의 주모자는 충청도 출신 유생 강달선으로, 그는 남인의 당원이었다.
강달선은 홍재학과 함께 복합상소운동을 주도하던 사람이었다. 당시 27세이던 강달선은 유생들의 힘으로 고종을 축출하고 개화정책을 끝장내고자 했다. 강달선은 이재선을 포섭해 흥선대원군의 협조를 받으려고도 했다. 유림들의 쿠데타 기도를 주목한 흥선대원군 측근들은 이 위정척사파를 이용하려 했다. 그러나 위정척사파 역시 강달선을 통해 흥선대원군쪽 사람들과 접선해서 그들을 이용하려 했다. 복합상소운동이 전개되던 7월 강달선은 이재선을 여러 차례 방문해 안면을 익혔다. 자연스러운 만남을 가장해 이재선과 접선하면서 이런저런 시사, 정치, 세상에 대한 담론을 하다가 친해지게 되었다. 그와는 별개로 운현궁의 사람들 중 일부는 안기영, 권정호를 중심으로 사람들을 포섭, 끌어모으고 있었다.

### 벌왜, 토왜
매천야록이나 승정원일기에 의하면 이들의 쿠데타 명분은 벌왜(伐倭) 또는 토왜(討倭)였다. 일본을 토벌하겠다는 것이었다. 서구의 문물이 유입되는 다양한 루트 중의 하나는 청나라 연경을 통해 개성 예성강, 육로로 두만강, 압록강을 넘는 길이 있었고, 다른 루트는 일본에서 부산 부산포, 동래, 김해 등의 루트와 인천 제물포를 통한 루트였다. 1881년 7월 무렵 서로 익숙해진 어느 날 강달선은 벌왜(伐倭)에 관해 이재선이 어떤 생각을 가지고 있는지 타진했다. 벌왜는 위정척사파가 고종에게 개화정책을 취소하라고 상소해도 들어주지 않으니 위정척사파가 직접 나서서 일본사람들을 쫓아내자는 주장이었다. 당시 조선과 수교한 일본 공사관이 서대문 밖 천연정(天然亭)에 있었는데, 천연정을 습격해 그곳의 일본인을 모조리 쫓아내자는 주장이 벌왜였다.
벌왜는 위정척사를 명분으로 무력을 사용하겠다는 주장이었지만 실제로는 그 기회에 궁궐을 습격하고 사실상 고종을 붙잡아 폐위하려는 쿠데타 명분이었다. 이재선은 강달선의 벌왜가 무엇을 의미하는지 모르지 않았다. 황현은 이재선이 사물 분별도 못하는 인물이라 봤다. 그러나 심하게 어리석지는 않았다. 벌왜를 명분으로 하는 쿠데타가 성공해 고종이 폐위된다면 다음 왕은 자신이라는 사실을 모르지 않았던 것이다. 어리석고 권력에 눈이 먼 이재선은 그 자리에서 강달선에게 포섭됐다. 이후 강달선은 안기영·권정호 등 흥선대원군의 측근들을 차례로 포섭했다. 강달선에게 포섭되기 이전에 안기영, 권정호 등은 이미 쿠데타를 준비하고 있었기 때문이다.
이재선 역시 자신의 측근들을 포섭했다. 8월에 접어들면서 쿠데타 모의는 이재선·안기영·권정호·강달선을 중심으로 구체화됐다. 이재선은 자신의 측근들을 포섭할 때 "큰사랑의 뜻도 이와 같다"는 말을 하고는 했다. 큰사랑이란 바로 흥선대원군을 지칭한다. 이런 사실로 미루어볼 때 이재선은 강달선으로부터 ‘벌왜’ 계획을 듣고 곧바로 흥선대원군에게 알렸으며, 흥선대원군은 ‘벌왜’를 이용해 다시 권력을 잡으려고 시도했다고 추정된다.
흥선대원군이 직접 계획하지는 않았다. 그러나 1881년 7월부터 유림들이 쿠데타를 계획한다는 것을 접한 대원군은 오히려 이재선을 독려했다. 흥선대원군은 “네가 벌왜를 주장하면 큰 공을 세우게 되고 크게 쓰일 것”이라는 말로 이재선을 부추겼다. 흥선대원군 역시 어리석은 이재선을 이용해 권력을 잡으려는 심산이었다. 흥선대원군의 측근 안기영, 권정호 등도 별도로, 유림의 접촉 전에 30여명과 모여서 사람을 동원, 정변을 준비해나가고 있었다.

### 궁궐 장악 계획
이재선·강달선·안기영은 구체적 쿠데타 계획을 세워놓았다. 그들은 1881년 8월 21일로 예정된 과거 시험을 이용해 거사하기로 했다. 그날 과거 시험을 보기 위해 운집한 수천 명의 유생을 선동해 일을 벌인다는 계획이었다. 이를 위해 수천 냥의 거사자금과 1,000여 명의 쿠데타군을 모집하기로 했다. 1천 명으로는 다소 무리라는 일부 견해가 있었지만, 쿠데타 지도부는 과거 시험 전후의 복잡하고 시끄러운 상황을 이용해서 고종과 민비를 납치하겠다며 반드시 성공할 것이라며 방심했다.
1천여 명의 쿠데타군을 반으로 나누어 500명은 유생들과 함께 서대문 밖 일본공사관을 공격하고, 나머지 500명은 유생들과 함께 창덕궁을 공격하여 고종을 폐위한다는 계획이었다. 창덕궁을 공격하는 쿠데타군의 선봉에 이재선을 앞장세움으로써 궁궐 경비병들이 순순히 문을 열고 항복하게 만들자는 계획은 대단히 치밀하기까지 했다. 그러나 1천 명으로는 무리라는 의견도 있었고, 생각보다 많이 동원되지 못한 것을 우려한 일부 가담자들은 이탈하기 시작했다.
흥선대원군은 비록 전면에 나서지는 않았지만 쿠데타 주모자들을 만나 진행과정을 보고받으며 성패를 주시했다. 흥선대원군은 실패할 가능성이 있고 그렇다면 서자 이재선이 죽을 수도 있다는 것을 알았다. 일부에서는 무리라는 의견도 소수 나왔다. 그러나 일을 추진했다. 그러나 준비된 병력의 일부는 이탈했고, 8월 29일에는 경기도 광주산성에서 동원하기로 한 병력들이 이탈, 오히려 관군에 붙는 일이 발생했다.

## 경과
흥선대원군 측근들의 불만도 거세어졌다. 1881년 초부터 흥선대원군의 측근들 중 안기영, 권정호, 이철구 등은 병력을 동원, 군사 쿠데타를 모의, 사전에 준비하였다. 위정척사파는 위정척사파 나름대로 쿠데타를 시일을 구체적으로 정하지 않은 채 차근차근 준비해나가고 있었다.
안기영, 권정호, 이철구 등은 위정척사파들의 불만을 주목했다. 1801년(순조 1) 신유박해 이후 오랫동안 권좌에서 배제되었다가 흥선대원군 집권 이후 등용된 남인, 그 중에서도 천주교와는 전혀 무관했던 영남남인의 불만이 심했다. 이들은 정조 때에도 사도세자가 억울하게 죽은 것을 상소로 올렸는가 하면, 정조의 각별한 대우가 사라진 뒤에 심하게 소외된 상태였다. 남인 당원의 협력, 가담을 이끌어 냈다. 흥선대원군의 측근들은 벌왜, 척왜 라는 명분을 세웠다.
위정척사파가 된 전국 유림들의 호응, 확대도 계속되었다. 경기지역의 근기 노론이 아닌 충청도나 전라도 등 기호지역의 노론 위정척사파, 사상적 측면에서 송시열의 직계였던 이항로의 문인들이 쿠데타에 호응, 동조하기 시작하였다. 서원철폐와 서원철폐 후 집단상경한 유림들을 노량진 한강변 백사장에서 모욕을 주던 흥선대원군에게 심한 반감과 분노를 품었던 다른 당파 유림들은 청나라 베이징에서 육로로, 일본에서 부산이나 인천 등으로 유입되는 서구의 개화 문물이 사회를 타락시킨다고 보았다.
1881년부터 안기영, 권정호, 이철구 등 외에 30여 명의 측근들은 경상도 사람 강달선 등 영남 남인 유림을 포섭했고, 강달선은 같은 경상도의 영남남인 유림들을 포섭하는 한편, 위정척사, 성리학자라는 점을 이용 기호지역의 다른 당파 노론계 유림들도 포섭했다. 그해 8월 이들은 9월 13일 혹은 8월 21일을 거사일로 준비하고 병력을 동원했다. 그리고 8월 21일로 확정했다.
거사를 하루 앞둔 8월 20일 한밤중에 이재선·강달선·안기영 등은 한자리에 모여 거사계획을 최종 점검했다. 그런데 문제는 예정했던 거사자금과 쿠데타군이 거의 모집되지 않았다는 사실이었다. 1천 명으로는 어렵다는 의견이 사전에 나왔고, 승산이 없다고 본 일부는 비밀리에 이탈했으며, 광주 남한산성의 병력들은 이탈한 상태였다. 그럼에도 쿠데타 주도자들은 과거시험을 보기 위해 운집한 유생들을 선동한다면 충분히 승산이 있다고 판단하고 그대로 추진하기로 결정했다. 거사시간은 해시(亥時, 오후 9~11시)로 잡았다. 8월 21일 아침 7시쯤 흥선대원군에게 전달됐다. 보고를 접한 흥선대원군은 군사력의 뒷받침이 없어 성공 가능성이 거의 없다고 판단했다.
흥선대원군은 강달선 등을 불러 사실을 확인했다. 그 결과 강달선 등은 정말로 쿠데타군을 거의 모집하지 못한 상황이었다. 흥선대원군은 강달선 등을 ‘금품을 갈취하려고 사람들을 선동한 사기꾼’으로 몰아 체포했다. 이들을 체포함으로써 흥선대원군은 만약의 경우 쿠데타 모의가 누설되더라도 빠져나갈 구실을 만들었다.
그간 자신이 이들과 접촉한 이유는 역모를 정탐하기 위해서였다고 둘러대면 그만이기 때문이었다. 이렇게 해서 8월 21일로 예정되었던 쿠데타 모의는 흐지부지됐다. 그렇지만 그것이 끝이 아니었다. 이번에는 이재선·안기영·권정달 등이 중심이 되어 이전보다 훨씬 구체적으로 쿠데타 모의를 추진했다. 안기영과 권정달, 이철구를 비롯한 흥선대원군의 측근들은 유림들과 접선하기 전부터 별도의 쿠데타 계획을 세워놓고 있었다. 그들은 쿠데타의 성패는 군사력에 있다고 보고 군사를 모으기 위해 전력을 기울였다. 흥선대원군의 측근들은 먼저 300명 정도의 군사를 모아 강화도를 점령한 후 강화도의 군사들과 함께 한양을 기습공격할 계획을 세웠다. 거사일은 8월 29일로 잡았다. 하지만 문제는 자금이었다. 300명 정도의 군사를 모아 강화도를 공격하려면 수만 냥의 자금이 필요했는데, 그것이 제대로 모금되지 않았다. 날짜를 9월 13일로 변경하고 일단 잠잠하게 시간을 보고 있었다.
8월 28일 광주산성의 장교 이선풍 또는 이풍래가 의금부에 자수했다. 고변에 의해 쿠데타 전모가 드러났다. 이선풍의 고변서에는 물론 이재선도 들어 있었다. 광주산성의 장교들은 이미 의금부에 자수한 상태였다. 반신반의하던 의금부는 조사에 착수했다.
일이 뜻대로 풀리지 않자 대원군은 실패를 예상하고 역모세력의 입막음을 시도했다. 다른 죄명을 씌워 형조에 넘긴 것이다. 이재선은 8월 29일 포도청으로 자진출두했다. 이재선은 억울하다고 하소연했고 증거가 없음을 빌미로 풀려났다. 그러나 비밀은 곧 들통나 1881년 8월 29일, 이재선을 비롯한 관련자 30여명이 체포됐다. 9월 3일 거사에 참여하기로 한 광주산성의 장교들이 의금부에 자수했고, 이윤용은 입궐, 고종과 명성황후를 직접 찾아가 고변하였다. 이들은 흥선대원군의 측근 안기영, 권정달 외 30명이 쿠데타를 일으킨다고 자백했다.
처음 이재선은 쿠데타에 관한 내용은 전혀 모른다고 잡아뗐다. 자신은 생긴 것도 변변치 못하고 정신도 변변치 못해 쿠데타를 도모할 만한 인물이 아닐뿐더러 집 밖으로 나간 적도 없다고 주장했다. 하지만 관련자들과 대질신문을 통해 하나둘 진상이 밝혀졌다. 이철구 등 일부만이 이재선이 무고하다고 주장했다. 조사 결과 쿠데타의 주모자는 이재선으로 귀결됐고, 흥선대원군은 빠져나갔다.

### 결과
이들 중 일부는 이재선을 추대하려 했다고 자백하였다. 그러나 이철구 등 소수는 끝까지 이재선과의 관련성을 인정하지 않았다. 곧이어 이재선이 체포되어 의금부로 투옥되었고, 대질심문이 있었다. 이재선은 끝까지 모른다고 했지만, 탄핵은 계속되었다. 흥인군 이최응도 이재선을 탄핵했고, 이재면은 스스로 죄를 청하고 사직을 청하기도 했다. 여러번의 탄핵을 거쳐 이재선은 제주도 제주목으로 유배되었다.
흥선대원군은 국왕의 생부라는 이유로 사형을 면하였다. 그러나 명성황후는 이후 임오군란 당시 대원군이 개입하자, 그를 계기로 청나라의 위안스카이를 시켜서 대원군 납치 계획을 짜게 된다.
9월 13일 권정호, 안기영 외 30명은 의금부에서 능지처참으로 처형되었다. 1천여 명 중 사전에 이탈한 병력도 많았고, 광주남한산성의 병력은 거사 전에 이탈한데다가 흥선대원군의 측근들이 동원한 약 3백여 명의 병력은 대부분 해산시키는 선에서 마무리지었다. 지방의 유림들은 선비를 대접한다는 명분으로 사약을 보내 사사시켰다. 한편 이재선에 대한 탄핵은 계속되었다. 10월 28일 이재선은 제주목에서 사약을 받고 사사되었다.
민씨 정권에는 위정척사파와 대원군파를 일거에 제압할 수 있었던 절호의 기회가 되었다.

## 흥선대원군의 아들 이용 논란
흥선대원군이 권좌에 복귀하기 위해서 자신의 아들을 이용했다는 의혹이 있다. 황현은 시중에 도는 흥선대원군의 아들 이용설을 매천야록에 싣기도 했다.

## 기타
이 중 이철구 등은 의금부에서 고문을 당하면서도 끝까지 이재선과의 관련성을 부정, 거부하였다.
- 대원군은 민 씨 세도에 대한 광범위한 반감에 편승해 정권을 손에 넣으려 하였다.

- 이재선이 처형당하자 흥선대원군은 본격적으로 쿠데타를 준비, 고종과 민비를 폐위하고 이재면의 아들 이준용을 왕으로 올리려는 쿠데타를 4차례에 걸쳐 기도하였다. 그러나 모두 실패하였다.

- 1882년 임오군란이 발생, 월급을 받지 못하고 처우도 열악한 것에 분개한 군인들과, 월급으로 지급된 쌀 녹봉에 모래가 다수 섞인 것에 분노한 군인들이 연합해서 난을 일으켜 선혜청으로 달려가 선혜청 당상 민겸호와 담당자들을 타살했고, 뇌물을 심하게 받은 흥선대원군의 셋째 형 흥인군도 잡아 죽이려 했다가 흥인군은 도주하던 중 추락해서 죽었다. 대원군은 임오군란 당시 월급과 차별로 일어선 군인들을 이용해서 명성황후 암살을 계획했지만 실패했다.

- 흥선대원군은 탐관오리의 착취에 저항하는 세력과 천도교의 포교허용을 요구하기 위해 일어선 그룹이 연대하여 일으킨 동학 농민 운동의 농민군의 일부와도 접선하여 고종, 민비를 폐위시킬 계획을 세웠지만 모두 실패하고 말았다.

## 같이 보기
- 임오군란
- 동학 농민 운동